# КИТ Group
КИТ Group — українська група компаній, оператор ринку обміну валют в Україні, а також однойменна міжнародна мультисервісна продуктова FinTech-платформа, що працює в форматі маркетплейс.
Станом на липень 2025 мережа КИТ Group охоплює 31 місто України і включає 98 пунктів обміну.

## Історія і діяльність
Компанія веде свою діяльність з 2007 року. Проводить валютообмінні операції з готівковими й безготівковими коштами, операції з цінними паперами, дорогоцінними та банківськими металами, надає консультації з управління капіталом.
За підсумками 2023 року «КИТ Group» увійшла в ТОП-3 найбільших платників податків серед компаній з обміну валют.
У грудні 2024 року КИТ Group підтримала 8-му міжнародну конференцію Ukrainian Investment Roadshow і презентувала напрямок КИТ Інвест — операції з цінними паперами.
Соціальні проєкти
У травні 2025 компанія передала 500 тис. грн на потреби дивізіону артилерійської розвідки Окремої артилерійської бригади НГУ.
Станом на липень 2025 компанія загалом спрямувала на благодійність, освітні та гуманітарні проєкти і на підтримку військових 19 мільйонів гривень (12 млн грн спрямовано на ЗСУ, 7 млн грн – на соціальні ініціативи).

## Відзнаки
- КИТ Group увійшла до трійки лідерів фінансового ринку України серед небанківських фінансових установ у номінації «Найкраща фінтех-компанія» (2025, за версією «ТОП-100. Рейтинги найбільших» від Delo.ua)[10]
- Переможець премії Banker Awards (2024, у номінації «Надійний і технологічний партнер обмінних операцій»)[11]